# Ophioglossales
Ophioglossales são um pequeno grupo de plantas pteridófitas. Tradicionalmente são incluídas na divisão Monilophyta, os fetos, originalmente como uma família e mais tarde como a ordem Ophioglossales. Em algumas classificações este grupo é colocado numa divisão separada, Ophioglossophyta, mas estudos recentes de sistemática molecular mostraram que as Ophioglossales são parentes próximas de Psilotales. A mais recente classificação de Smith et al. (2006) coloca estas duas ordens na classe Psilotopsida.
Ophioglossales contém uma única família, Ophioglossaceae, que em algumas classificações é por vezes dividida em duas ou três famílias: Ophioglossum, Ophioglossaceae e Botrychiaceae. A espécie Helminthostachys zeylanica é por vezes colocada numa família própria, Helminthostachyaceae. Uma espécie recentemente descoberta, pertencente a um novo género, Mankyua chejuense, complica ainda mais a situação. Os estudos mais recentes das Ophioglossoides colocam-nas todas na família Ophioglossaceae.
Estas plantas têm esporos de vida curta formados em esporângios sem ânulos, sustentados por um caule que parte da lâmina foliar e raízes carnudas. Muitas espécies produzem apenas uma fronde por ano. Algumas espécis produzem apenas espigões férteis, sem qualquer lâmina foliar convencional. Os gametófitos são subterrâneos. Os esporos não germinam se forem expostos à luz solar, e o gametófito pode viver cerca de duas décadas sem formar um esporófito.
O género Ophioglossum tem o maior número de cromossomas de entre todas as plantas conhecidas. A recordista é Ophioglossum reticulatum, com 1260 cromossomas.